# Camors
 Camors  (en bretón Kamorzh) es una población y comuna francesa, situada en la región de Bretaña, departamento de Morbihan, en el distrito de Lorient y cantón de Pluvigner.

## Demografía
| 1 814 | 1 682 | 1 526 | 1 715 | 2 007 | 1 953 | 2 140 | 2 100 | 2 040 | 2 086 | 2 196 | 2 168 | 2 210 | 2 322 | 2 384 | 2 512 | 2 553 | 2 603 | 2 697 | 2 802 | 2 759 | 2 894 | 3 036 | 2 995 | 3 018 | 2 545 | 2 557 | 2 436 | 2 300 | 2 321 | 2 375 | 2 353 |
| Para los censos de 1962 a 1999 la población legal corresponde a la población sin duplicidades (Fuente: INSEE [Consultar]) |       |       |       |       |       |       |       |       |       |       |       |       |       |       |       |       |       |       |       |       |       |       |       |       |       |       |       |       |       |       |       |